# Cross-species transmission
Cross-species transmission (CST), Engels voor overdracht tussen soorten, is het vermogen van een vreemd virus of een vreemde bacterie zich te verspreiden over een nieuwe gastheerpopulatie. Stappen bij de overdracht van virussen naar nieuwe gastheren omvatten eerst contact tussen het virus en de gastheer, vervolgens besmetting van een eerste persoon of dier bij wie vermenigvuldiging van het virus plaatsvindt en uiteindelijk een uitbraak van besmetting en eventueel een epidemie via nog verdere besmetting.
Voorbeelden hiervan zijn Hiv, SARSr-CoV, ebola, varkensgriep, hondsdolheid en vogelgriep.